# 韦灵
韦灵（Währing，德語發音：[ˈvɛːʁɪŋ])是维也纳的第十八区，位于市中心西北部，维也纳森林边缘，介于环行路（Gürtel）和Höhenstraße之间。面积6.28 km2，人口44,992。该区成立于1892年。其东侧为阿尔瑟格伦德区，北侧为德布灵区，西侧和南侧为黑尔纳尔斯区。韦灵与德布灵、席津为维也纳的高档住宅区。

区徽
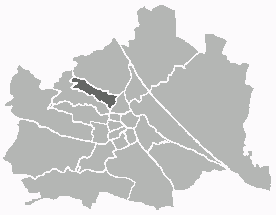
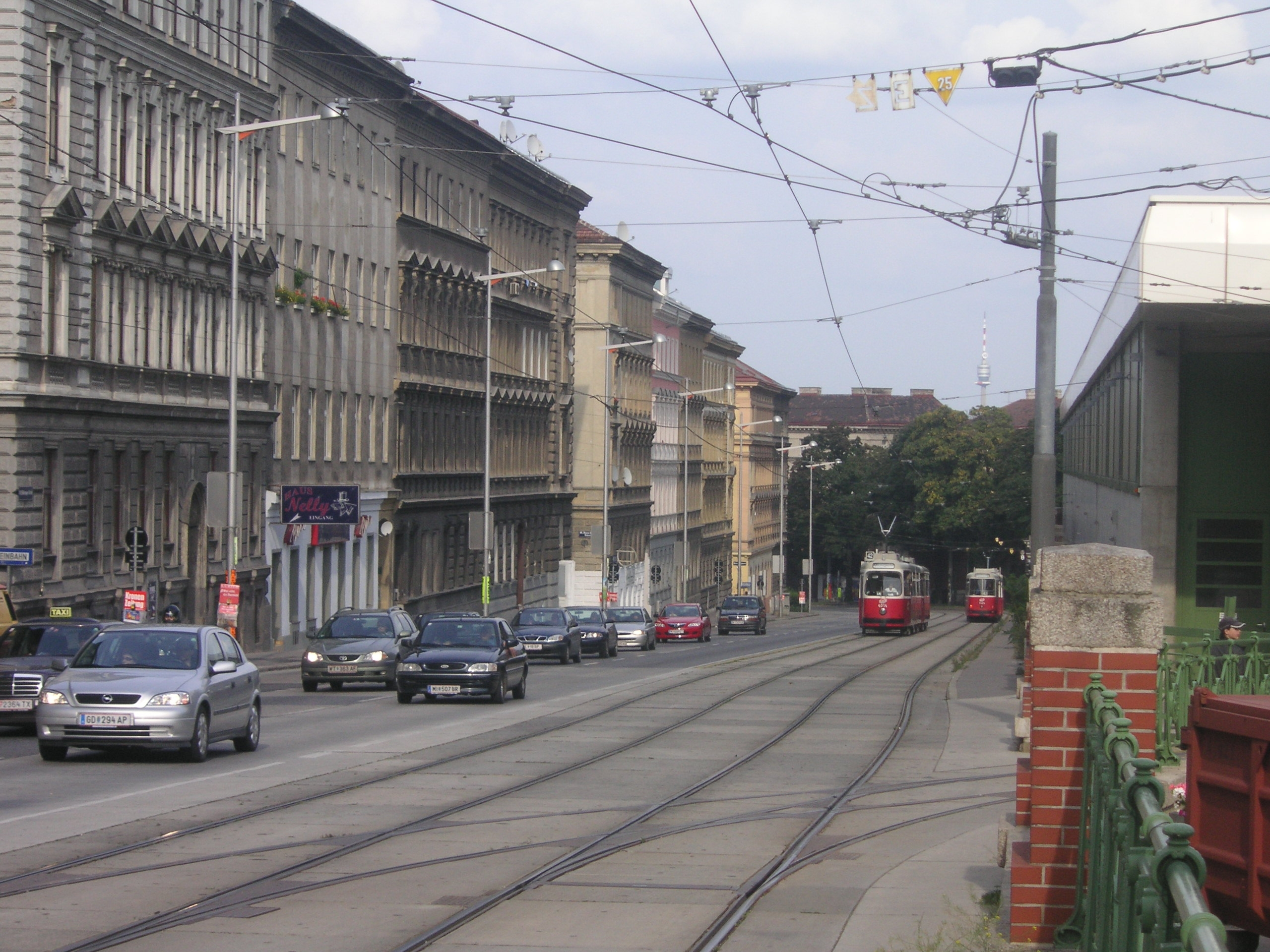
韦灵环行路，韦灵区的东部边界
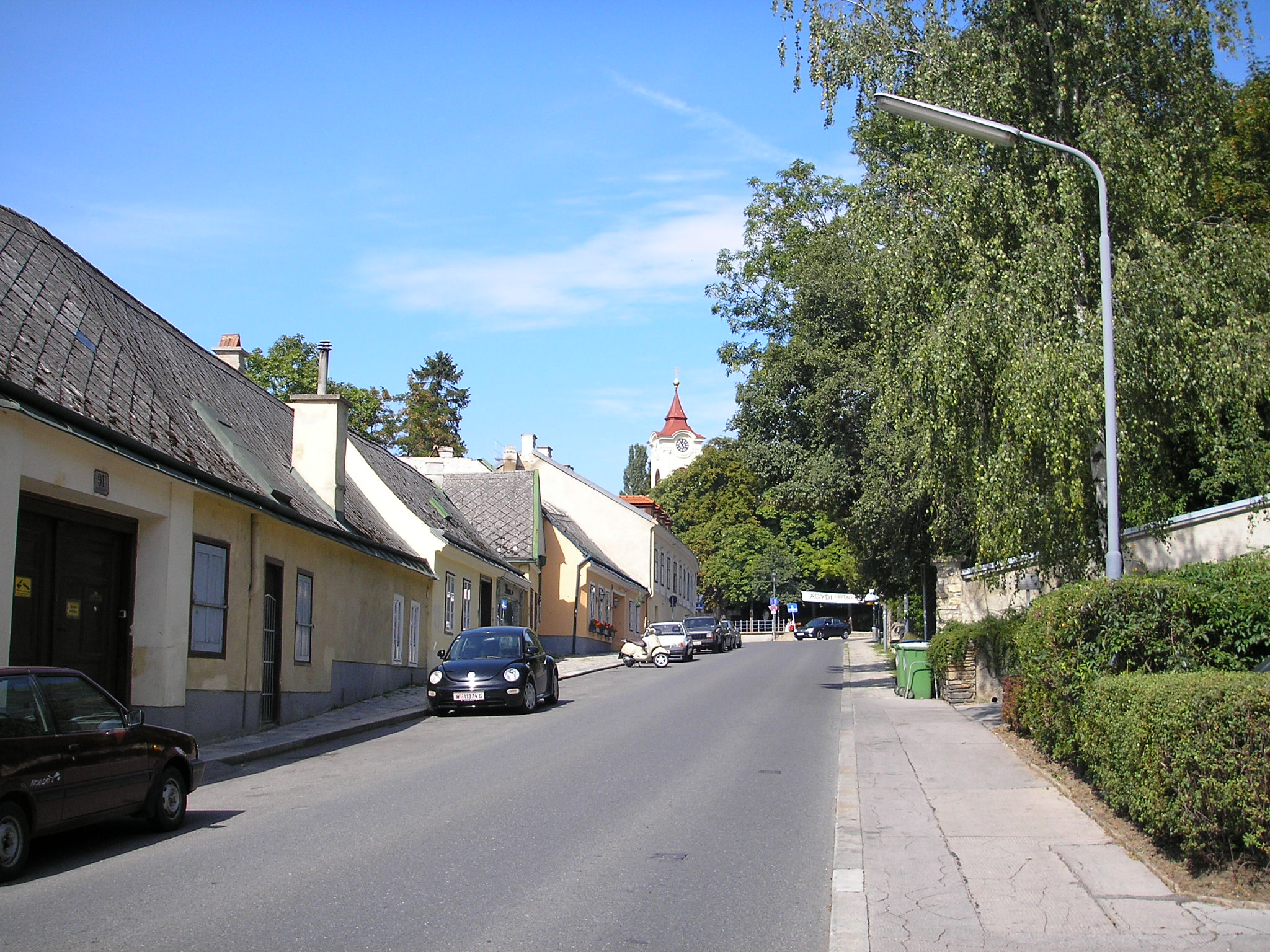

48°13′59″N 16°18′53″E / 48.23306°N 16.31472°E